# TJ Trinidad
TJ Trinidad (* 22. Januar 1976 in Calatagan, Batangas, Philippinen) ist ein philippinischer Schauspieler.

## Leben
Trinidad besuchte das Colegio San Agustin und studierte Marketing an der Universität De La Salle. Seine Karriere als Fernsehschauspieler begann mit einer Nebenrolle in der Soap Basta't Kasama Kita (2004). Es handelte sich um eine Produktion der Fernsehgesellschaft ABS-CBN, für die er im Anschluss weiterhin in verschiedenen Sendungen auftrat. 2009 wechselte er zum Sender GMA 7, wo er zunächst den Capitan Ramon Pelaez in der Serie Zorro spielte. Danach folgten weitere Auftritte in GMA-Serien, unter anderem als Tristan Manansala in Stairway to Heaven und Paolo de Guzman in Genesis. 2010 debütierte Trinidad als Regisseur mit seinem Independent-Film MKAK (Mga Kahihinatnan ng Aking Kabalbalan), der auf dem philippinischen Filmfestival Cinemalaya gezeigt wurde.
Trinidad ist verheiratet und hat zwei Kinder.

## Filmografie (Auswahl)

### Fernsehserien
- 1997–2003; 2009–2010: SOP
- 2004: Basta't Kasama Kita
- 2006: Komiks Presents: Da Adventures of Pedro Penduko
- 2006: Your Song Presents: Kung Paano
- 2006: Gulong ng Palad
- 2007: Sineserye Presents: Hiram na Mukha
- 2007: Rounin
- 2007: Walang Kapalit
- 2007: Prinsesa ng Banyera
- 2008: Maalaala Mo Kaya: Cellphone
- 2008: Your Song Presents: I'll Take Care of You
- 2009: Zorro
- 2009: SRO Cinemaserye: Rowena Joy
- 2009: Stairway To Heaven
- 2009: Sana Ngayong Pasko
- 2010: Dear Friend: Almost a Love Story
- 2010: Diva (Martin Valencia)
- 2010: Claudine: Kahapon, Ngayon, at Bukas
- 2011: Beauty Queen (Marc Sandoval)
- 2011: Captain Barbell (Gregor Javier/Metal Man)
- 2011: Spooky Nights: Nuno Sa Feng Shui
- 2011: Spooky Nights: Sanggol
- 2011/2012: Ruben Marcelino's Kokak (Carl Lorenzo)
- 2012: Spooky Valentine: Maestra
- 2012: Makapiling Kang Muli (Javier Lagdameo)
- 2012/2013: Aso ni San Roque (Mateo Salvador)
- 2013: Magpakailanman: The Prolen Banacua Story (Prolen Banacua)
- 2013: Genesis (Paolo De Guzman)
- 2014: The Borrowed Wife (Edgardo „Earl“ Villaraza)
- 2014: Magpakailanman: A Mother's Sacrifice (Rommel)
- 2014/2015: Strawberry Lane (Jonathan Morales)
- 2015: The Rich Man's Daughter (Gabriel Tanchingco)
- 2015: Magpakailanman: The Belen and Ayen Story (Lester)
- 2015: Magpakailanman: Ang Batang Isinilang Sa Bilangguan (Samuel)
- 2015: Princess in the Palace (Lloyd)
- 2015: Magpakailanman: SaveTheMaid (Haruko)
- 2016: Wish I May (Lance Delgado)

### Filme
- 2010: MKAK